# Біакс
Біакс (від лат. bi — два і axis — вісь) — феритове осердя з двома взаємоперпендикулярними отворами. Зчитування інформації з біакса здійснюється без її руйнування, таким чином не потрібен час на її відновлення. Використовувався в запам'ятовуючих пристроях на магнітних осердях, зокрема, в деяких ЕОМ типу ВЕЛМ (рос. БЭСМ). У більш широкому тлумаченні — будь-який виріб з фериту з безліччю отворів (на відміну від кільця з одним), що використовується переважно для створення осередку магнітної пам'яті.

## Принцип дії
Властивість зчитування інформації без її руйнування обумовлена тим, що напрями магнітних потоків в спільній ділянці двох замкнутих взаємопов'язаних магнітопроводів біакса взаємоперпендикулярні і при одночасному їх перемагнічуванні (запис інформації) результуючий магнітний потік в перемичці приймає найвигіднішу орієнтацію. При цьому магнітні потоки навколо кожного отвору змінюються до 0,7 від максимального значення. Імпульс запиту викликає практично миттєву зміну орієнтації доменів перемички в напрямку потоку в магнітопроводі запиту. Це призводить до зменшення потоку в магнітопроводі запису і виникнення ЕРС (зчитування) у вихідний обмотці. Після припинення імпульсу запиту в перемичці без додаткового впливу відновлюється первинний розподіл потоків.
Логічний біакс конструктивно відрізняється від запам'ятовуючого відсутністю перемички. У процесі роботи змінюються магнітні потоки і їх знаки у загальних для обох отворів ділянках магнітопроводу.

## Різновиди
Існує кілька різновидів біакс, що відрізняються властивостями матеріалу магнітопроводів або конструкцією:
- симетричні;
- несиметричні.

## Переваги
Основні переваги біакс:
- малі розміри,
- висока на той час швидкодія (особливо зчитування при малих потужностях споживання енергії),
- велика надійність;
- порівняно низька вартість при автоматизованому виробництві та сортуванні.